# Parlamentní volby v Itálii 2022
Parlamentní volby v Itálii se konaly 25. září 2022 a bylo v nich zvoleno 400 členů Poslanecké sněmovny a 200 členů Senátu republiky. Jednalo se o první volby po snížení počtu zákonodárců v roce 2020. Volby vyhlásil prezident Sergio Mattarella 21. července 2022 po demisi vlády Maria Draghiho, jíž odepřela podporu Liga, Hnutí pěti hvězd a Forza Italia. Hlasování provázela rekordně nízká volební účast.
Jasným vítězem voleb se stala Středopravicová koalice vedená Giorgií Meloniovou, která získala pohodlnou většinu v obou komorách parlamentu. Nejsilnější samostatnou stranou se stali Meloniové Bratři Itálie s 26 % hlasů; ostatní členové koalice zaznamenali ztráty: Liga vedená Matteem Salvinim i Forza Italia Silvia Berlusconiho se propadly na 8 % podporu a centristická kandidátka My umírnění získala pouze necelé jedno procento hlasů. Druhou nejsilnější formací se stala Demokratická strana s 19 % hlasů, prakticky stejným výsledkem jako ve volbách 2018. O více než polovinu svojí podpory přišlo Hnutí pěti hvězd, které se z 33 % v roce 2018 propadlo na patnáct. Tříprocentní hranici pro zisk mandátů z kandidátek ještě překročila centristická aliance Akce – Italia Viva vedená Carlem Calendou a Matteem Renzim s osmi procenty hlasů a Aliance Zelení a Levice se třemi a půl procenty; těsně pod uzavírací klauzulí zůstala liberální strana Více Evropy.
Vláda Giorgie Meloniové složila přísahu 22. října 2022 a důvěru parlamentu získala 25. října. Volební výsledek upoutal velkou pozornost kvůli neofašistickým kořenům Bratrů Itálie; pozorovatelé nový kabinet popisovali jako první italskou vládu vedenou krajní pravicí a nejpravicovější vládu Itálie od konce druhé světové války.

## Volební systém
Volby probíhaly podle smíšeného volebního systému. Z 400 členů Poslanecké sněmovny bylo voleno:
- 147 v jednomandátových obvodech systémem relativní většiny.
- 245 ve vícemandátových obvodech poměrným systémem.
- 8 ve vícemandátových obvodech pro Italy žijící v zahraničí, a to poměrným systémem.

Z 200 členů Senátu republiky bylo voleno:
- 74 v jednomandátových obvodech systémem relativní většiny.
- 122 ve vícemandátových obvodech poměrným systémem.
- 4 ve vícemandátových obvodech pro Italy žijící v zahraničí, a to poměrným systémem.

Pro zisk mandátů z proporční části voleb musela získat koalice alespoň 10 % hlasů a samostatná strana alespoň 3 %.

## Výsledky

### Poslanecká sněmovna
- Výsledky v jednomandátových obvodech
- Výsledky ve vícemandátových obvodech

|                                                 |                                   |                                   |                                   |            |            |            |         |                     |                     |                     |         |
| Koalice / strana                                | Koalice / strana                  | Koalice / strana                  | Koalice / strana                  | Kandidátky | Kandidátky | Kandidátky | Obvody  | Italové v zahraničí | Italové v zahraničí | Italové v zahraničí | Celkem  |
| Koalice / strana                                | Koalice / strana                  | Koalice / strana                  | Koalice / strana                  | Hlasy      | %          | Mandáty    | Mandáty | Hlasy               | %                   | Mandáty             | Mandáty |
|                                                 | Středopravice                     |                                   | Bratři Itálie                     | 7 302 517  | 26,0       | 69         | 49      | 281 949             | 26,0                | 1                   | 119     |
|                                                 | Středopravice                     | Liga                              | 2 464 005                         | 8,8        | 23         | 42         | 1       | 281 949             | 26,0                | 66                  |         |
|                                                 | Středopravice                     | Forza Italia                      | 2 278 217                         | 8,1        | 22         | 23         | 0       | 281 949             | 26,0                | 45                  |         |
|                                                 | Středopravice                     | My umírnění                       | 255 505                           | 0,9        | 0          | 7          | –       | –                   | –                   | 7                   |         |
|                                                 | Středolevice                      |                                   | Demokratická strana               | 7 356 180  | 19,1       | 57         | 8       | 305 759             | 28,2                | 4                   | 69      |
|                                                 | Středolevice                      | Aliance Zelení a Levice           | 1 018 669                         | 3,6        | 11         | 1          | 52 994  | 4,9                 | 0                   | 12                  |         |
|                                                 | Středolevice                      | Více Evropy                       | 793 961                           | 2,8        | 0          | 2          | 29 971  | 2,8                 | 0                   | 2                   |         |
|                                                 | Středolevice                      | Občanský závazek                  | 169 165                           | 0,6        | 0          | 1          | 11 590  | 1,1                 | 0                   | 1                   |         |
|                                                 | Středolevice                      | Valdostánská unie                 | –                                 | –          | –          | 1          | –       | –                   | –                   | 1                   |         |
|                                                 | Hnutí pěti hvězd                  | Hnutí pěti hvězd                  | Hnutí pěti hvězd                  | 4 333 971  | 15,4       | 41         | 10      | 93 338              | 8,6                 | 1                   | 52      |
|                                                 | Akce – Italia Viva                | Akce – Italia Viva                | Akce – Italia Viva                | 2 186 669  | 7,8        | 21         | 0       | 60 499              | 5,6                 | 0                   | 21      |
|                                                 | Italexit pro Itálii               | Italexit pro Itálii               | Italexit pro Itálii               | 534 950    | 1,9        | 0          | 0       | –                   | –                   | –                   | 0       |
|                                                 | Lidová unie                       | Lidová unie                       | Lidová unie                       | 403 149    | 1,4        | 0          | 0       | –                   | –                   | –                   | 0       |
|                                                 | Suverénní a lidová Itálie         | Suverénní a lidová Itálie         | Suverénní a lidová Itálie         | 348 831    | 1,2        | 0          | 0       | –                   | –                   | –                   | 0       |
|                                                 | Jih volá sever                    | Jih volá sever                    | Jih volá sever                    | 212 954    | 0,8        | 0          | 1       | –                   | –                   | –                   | 1       |
|                                                 | Vita                              | Vita                              | Vita                              | 201 737    | 0,7        | 0          | 0       | –                   | –                   | –                   | 0       |
|                                                 | Asociační hnutí Italů v zahraničí | Asociační hnutí Italů v zahraničí | Asociační hnutí Italů v zahraničí | –          | –          | –          | –       | 141 440             | 13,0                | 1                   | 1       |
|                                                 | Jihotyrolská lidová strana – PATT | Jihotyrolská lidová strana – PATT | Jihotyrolská lidová strana – PATT | 117 032    | 0,4        | 1          | 2       | –                   | –                   | –                   | 3       |
|                                                 | Ostatní strany                    | Ostatní strany                    | Ostatní strany                    | 112 434    | 0,4        | 0          | 0       | 33 790              | 3,1                 | 0                   | 0       |
| Neplatné hlasy                                  | Neplatné hlasy                    | Neplatné hlasy                    | Neplatné hlasy                    | 1 286 915  | 4,4        | –          | –       | 164 929             | 13,2                | –                   | –       |
| Celkem                                          | Celkem                            | Celkem                            | Celkem                            | 29 385 111 | 100        | 245        | 147     | 1 250 481           | 100                 | 8                   | 400     |
| Voliči v seznamu/účast                          | Voliči v seznamu/účast            | Voliči v seznamu/účast            | Voliči v seznamu/účast            | 46 021 956 | 63,9       | –          | –       | 4 743 980           | 26,4                | –                   | –       |
| Zdroj: Ministerstvo vnitra (Itálie • Zahraničí) |                                   |                                   |                                   |            |            |            |         |                     |                     |                     |         |

| \| Hlasy (strany) \| Hlasy (strany) \| Hlasy (strany) \| Hlasy (strany) \| Hlasy (strany) \| \| -------------- \| -------------- \| -------------- \| -------------- \| -------------- \| \| \| \| \| \| \| \| FdI \| FdI \| \| 26,0 % \| 26,0 % \| \| PD \| PD \| \| 19,1 % \| 19,1 % \| \| M5S \| M5S \| \| 15,4 % \| 15,4 % \| \| Liga \| Liga \| \| 8,8 % \| 8,8 % \| \| FI \| FI \| \| 8,1 % \| 8,1 % \| \| A–IV \| A–IV \| \| 7,8 % \| 7,8 % \| \| AVS \| AVS \| \| 3,6 % \| 3,6 % \| \| +Eu \| +Eu \| \| 2,8 % \| 2,8 % \| \| ostatní \| ostatní \| \| 8,4 % \| 8,4 % \| |         |  |        |        |
| Hlasy (strany) |         |  |        |        |
| |         |  |        |        |
| FdI | FdI     |  | 26,0 % | 26,0 % |
| PD | PD      |  | 19,1 % | 19,1 % |
| M5S | M5S     |  | 15,4 % | 15,4 % |
| Liga | Liga    |  | 8,8 %  | 8,8 %  |
| FI | FI      |  | 8,1 %  | 8,1 %  |
| A–IV | A–IV    |  | 7,8 %  | 7,8 %  |
| AVS | AVS     |  | 3,6 %  | 3,6 %  |
| +Eu | +Eu     |  | 2,8 %  | 2,8 %  |
| ostatní | ostatní |  | 8,4 %  | 8,4 %  |

| \| Hlasy (koalice) \| Hlasy (koalice) \| Hlasy (koalice) \| Hlasy (koalice) \| Hlasy (koalice) \| \| --------------- \| --------------- \| --------------- \| --------------- \| --------------- \| \| \| \| \| \| \| \| CDX \| CDX \| \| 43,8 % \| 43,8 % \| \| CSX \| CSX \| \| 26,1 % \| 26,1 % \| \| M5S \| M5S \| \| 15,4 % \| 15,4 % \| \| A–IV \| A–IV \| \| 7,8 % \| 7,8 % \| \| ostatní \| ostatní \| \| 6,9 % \| 6,9 % \| |         |  |        |        |
| Hlasy (koalice) |         |  |        |        |
| |         |  |        |        |
| CDX | CDX     |  | 43,8 % | 43,8 % |
| CSX | CSX     |  | 26,1 % | 26,1 % |
| M5S | M5S     |  | 15,4 % | 15,4 % |
| A–IV | A–IV    |  | 7,8 %  | 7,8 %  |
| ostatní | ostatní |  | 6,9 %  | 6,9 %  |

| \| Mandáty (koalice) \| Mandáty (koalice) \| Mandáty (koalice) \| Mandáty (koalice) \| Mandáty (koalice) \| \| ----------------- \| ----------------- \| ----------------- \| ----------------- \| ----------------- \| \| \| \| \| \| \| \| CDX \| CDX \| \| 59,3 % \| 59,3 % \| \| CSX \| CSX \| \| 21,3 % \| 21,3 % \| \| M5S \| M5S \| \| 13,0 % \| 13,0 % \| \| A–IV \| A–IV \| \| 5,3 % \| 5,3 % \| \| ostatní \| ostatní \| \| 1,1 % \| 1,1 % \| |         |  |        |        |
| Mandáty (koalice) |         |  |        |        |
| |         |  |        |        |
| CDX | CDX     |  | 59,3 % | 59,3 % |
| CSX | CSX     |  | 21,3 % | 21,3 % |
| M5S | M5S     |  | 13,0 % | 13,0 % |
| A–IV | A–IV    |  | 5,3 %  | 5,3 %  |
| ostatní | ostatní |  | 1,1 %  | 1,1 %  |

### Senát
- Výsledky v jednomandátových obvodech
- Výsledky ve vícemandátových obvodech

|                                                 |                                   |                                   |                                   |            |            |            |         |                     |                     |                     |         |
| Koalice / strana                                | Koalice / strana                  | Koalice / strana                  | Koalice / strana                  | Kandidátky | Kandidátky | Kandidátky | Obvody  | Italové v zahraničí | Italové v zahraničí | Italové v zahraničí | Celkem  |
| Koalice / strana                                | Koalice / strana                  | Koalice / strana                  | Koalice / strana                  | Hlasy      | %          | Mandáty    | Mandáty | Hlasy               | %                   | Mandáty             | Mandáty |
|                                                 | Středopravice                     |                                   | Bratři Itálie                     | 7 167 136  | 26,0       | 34         | 31      | 294 712             | 27,1                | 0                   | 65      |
|                                                 | Středopravice                     | Liga                              | 2 439 200                         | 8,9        | 13         | 17         | 0       | 294 712             | 27,1                | 30                  |         |
|                                                 | Středopravice                     | Forza Italia                      | 2 279 802                         | 8,3        | 9          | 9          | 0       | 294 712             | 27,1                | 18                  |         |
|                                                 | Středopravice                     | My umírnění                       | 243 409                           | 0,9        | 0          | 2          | –       | –                   | –                   | 2                   |         |
|                                                 | Středolevice                      |                                   | Demokratická strana               | 5 226 732  | 19,0       | 31         | 5       | 370 262             | 34,0                | 3                   | 39      |
|                                                 | Středolevice                      | Aliance Zelení a Levice           | 972 316                           | 3,5        | 3          | 1          | –       | –                   | –                   | 4                   |         |
|                                                 | Středolevice                      | Více Evropy                       | 810 441                           | 2,9        | 0          | 0          | –       | –                   | –                   | 0                   |         |
|                                                 | Středolevice                      | Občanský závazek                  | 161 773                           | 0,6        | 0          | 0          | 14 610  | 1,3                 | 0                   | 0                   |         |
|                                                 | Středolevice                      | Campobase                         | –                                 | –          | –          | 1          | –       | –                   | –                   | 1                   |         |
|                                                 | Hnutí pěti hvězd                  | Hnutí pěti hvězd                  | Hnutí pěti hvězd                  | 4 285 894  | 15,6       | 23         | 5       | 101 794             | 9,3                 | 0                   | 28      |
|                                                 | Akce – Italia Viva                | Akce – Italia Viva                | Akce – Italia Viva                | 2 131 310  | 7,7        | 9          | 0       | 76 070              | 7,0                 | 0                   | 9       |
|                                                 | Italexit pro Itálii               | Italexit pro Itálii               | Italexit pro Itálii               | 515 657    | 1,9        | 0          | 0       | –                   | –                   | –                   | 0       |
|                                                 | Lidová unie                       | Lidová unie                       | Lidová unie                       | 374 247    | 1,4        | 0          | 0       | –                   | –                   | –                   | 0       |
|                                                 | Suverénní a lidová Itálie         | Suverénní a lidová Itálie         | Suverénní a lidová Itálie         | 309 391    | 1,1        | 0          | 0       | –                   | –                   | –                   | 0       |
|                                                 | Jih volá sever                    | Jih volá sever                    | Jih volá sever                    | 272 462    | 1,0        | 0          | 1       | –                   | –                   | –                   | 1       |
|                                                 | Asociační hnutí Italů v zahraničí | Asociační hnutí Italů v zahraničí | Asociační hnutí Italů v zahraničí | –          | –          | –          | –       | 138 337             | 12,7                | 1                   | 1       |
|                                                 | Jihotyrolská lidová strana – PATT | Jihotyrolská lidová strana – PATT | Jihotyrolská lidová strana – PATT | –          | –          | –          | 2       | –                   | –                   | –                   | 2       |
|                                                 | Ostatní strany                    | Ostatní strany                    | Ostatní strany                    | 375 604    | 1,4        | 0          | 0       | 93 107              | 8,5                 | 0                   | 0       |
| Neplatné hlasy                                  | Neplatné hlasy                    | Neplatné hlasy                    | Neplatné hlasy                    | 1 281 165  | 4,4        | –          | –       | 143 681             | 11,7                | –                   | –       |
| Celkem                                          | Celkem                            | Celkem                            | Celkem                            | 28 850 840 | 100        | 122        | 74      | 1 233 828           | 100                 | 4                   | 200     |
| Voliči v seznamu/účast                          | Voliči v seznamu/účast            | Voliči v seznamu/účast            | Voliči v seznamu/účast            | 45 210 950 | 63,8       | –          | –       | 4 743 980           | 26,0                | –                   | –       |
| Zdroj: Ministerstvo vnitra (Itálie • Zahraničí) |                                   |                                   |                                   |            |            |            |         |                     |                     |                     |         |

| \| Hlasy (strany) \| Hlasy (strany) \| Hlasy (strany) \| Hlasy (strany) \| Hlasy (strany) \| \| -------------- \| -------------- \| -------------- \| -------------- \| -------------- \| \| \| \| \| \| \| \| FdI \| FdI \| \| 26,0 % \| 26,0 % \| \| PD \| PD \| \| 19,0 % \| 19,0 % \| \| M5S \| M5S \| \| 15,6 % \| 15,6 % \| \| Liga \| Liga \| \| 8,9 % \| 8,9 % \| \| FI \| FI \| \| 8,3 % \| 8,3 % \| \| A–IV \| A–IV \| \| 7,7 % \| 7,7 % \| \| AVS \| AVS \| \| 3,5 % \| 3,5 % \| \| +Eu \| +Eu \| \| 2,9 % \| 2,9 % \| \| ostatní \| ostatní \| \| 8,1 % \| 8,1 % \| |         |  |        |        |
| Hlasy (strany) |         |  |        |        |
| |         |  |        |        |
| FdI | FdI     |  | 26,0 % | 26,0 % |
| PD | PD      |  | 19,0 % | 19,0 % |
| M5S | M5S     |  | 15,6 % | 15,6 % |
| Liga | Liga    |  | 8,9 %  | 8,9 %  |
| FI | FI      |  | 8,3 %  | 8,3 %  |
| A–IV | A–IV    |  | 7,7 %  | 7,7 %  |
| AVS | AVS     |  | 3,5 %  | 3,5 %  |
| +Eu | +Eu     |  | 2,9 %  | 2,9 %  |
| ostatní | ostatní |  | 8,1 %  | 8,1 %  |

| \| Hlasy (koalice) \| Hlasy (koalice) \| Hlasy (koalice) \| Hlasy (koalice) \| Hlasy (koalice) \| \| --------------- \| --------------- \| --------------- \| --------------- \| --------------- \| \| \| \| \| \| \| \| CDX \| CDX \| \| 44,1 % \| 44,1 % \| \| CSX \| CSX \| \| 26,0 % \| 26,0 % \| \| M5S \| M5S \| \| 15,6 % \| 15,6 % \| \| A–IV \| A–IV \| \| 7,7 % \| 7,7 % \| \| ostatní \| ostatní \| \| 6,6 % \| 6,6 % \| |         |  |        |        |
| Hlasy (koalice) |         |  |        |        |
| |         |  |        |        |
| CDX | CDX     |  | 44,1 % | 44,1 % |
| CSX | CSX     |  | 26,0 % | 26,0 % |
| M5S | M5S     |  | 15,6 % | 15,6 % |
| A–IV | A–IV    |  | 7,7 %  | 7,7 %  |
| ostatní | ostatní |  | 6,6 %  | 6,6 %  |

| \| Mandáty (koalice) \| Mandáty (koalice) \| Mandáty (koalice) \| Mandáty (koalice) \| Mandáty (koalice) \| \| ----------------- \| ----------------- \| ----------------- \| ----------------- \| ----------------- \| \| \| \| \| \| \| \| CDX \| CDX \| \| 57,5 % \| 57,5 % \| \| CSX \| CSX \| \| 22,0 % \| 22,0 % \| \| M5S \| M5S \| \| 14,0 % \| 14,0 % \| \| A–IV \| A–IV \| \| 4,5 % \| 4,5 % \| \| ostatní \| ostatní \| \| 2,0 % \| 2,0 % \| |         |  |        |        |
| Mandáty (koalice) |         |  |        |        |
| |         |  |        |        |
| CDX | CDX     |  | 57,5 % | 57,5 % |
| CSX | CSX     |  | 22,0 % | 22,0 % |
| M5S | M5S     |  | 14,0 % | 14,0 % |
| A–IV | A–IV    |  | 4,5 %  | 4,5 %  |
| ostatní | ostatní |  | 2,0 %  | 2,0 %  |